# NGC 2568
NGC 2568 este o galaxie situată în constelația Pupa. A fost descoperită în 1881 de către Edward Emerson Barnard.